# Scelloides brunneifrons
Scelloides brunneifrons är en tvåvingeart som beskrevs av Octave Parent 1933. Scelloides brunneifrons ingår i släktet Scelloides och familjen styltflugor. Inga underarter finns listade i Catalogue of Life.